# Monasterio de Santa Clara (Lima)
La Iglesia y Convento Máximo de Nuestra Señora de la Peña Francia también conocida como Santa Clara la Grande o Santa Clara de Jesus es una comunidad religiosa católica perteneciente a la Orden de Santa Clara ubicada en Barrios Altos, en el centro histórico de Lima, en la ciudad homónima, capital del Perú. El primer edificio es de 1606, pero el templo actual es del siglo XIX. El monasterio aún ocupa gran parte de la extensa manzana en la que está situado, y que se encuentra rodeada por los jirones Cangallo al oeste, Huánuco al este, Junín al sur, y los jirones Jauja y Áncash al norte. Fue declarado Monumento Histórico en 1972.  

## Historia
Hasta 1596, en el lugar ocupado por la iglesia actual había una ermita dedicada a la Virgen de la Peña de Francia. Ese mismo año, comenzó la construcción de la nueva iglesia y del monasterio, la cual tomó cerca de una década. El templo fue inaugurado el 10 de agosto de 1605, como un convento de monjas clarisas. Sus patronos fundadores fueron el arzobispo Toribio de Mogrovejo, que era la máxima autoridad de la Iglesia en el Virreinato del Perú, y el portugués Francisco Saldaña, quien dio toda su hacienda en beneficio de la fundación.
El 6 de septiembre de 1591, el arzobispo Mogrovejo escribe una carta al rey Felipe II, quien da su aprobación para que se lleve a cabo la fundación mediante una Real Cédula que llega el 10 de mayo de 1592. Posteriormente, le solicita al papa Clemente VIII el ingreso de cuatro religiosas del monasterio de la Encarnación.
En 1596, a través de una bula provisional, este autoriza al Arzobispado de Lima a fundar un monasterio "principalmente de mujeres en donde se introduzca la observancia de vida ejemplar". Las religiosas se encontraban bajo la Regla de Santa Clara pero podía tener bienes y rentas debido a la reforma del papa Urbano IV.
Originalmente consistía en una aglomeración de celdas y ermitas que formaban intrincadas callejuelas, y en la extensa huerta del monasterio. El claustro principal fue construido recién en 1627, y la iglesia, entre 1643 y 1646. Proyectada hacia el jirón Ancash, el templo poseía una pequeña portada lateral (semejante a la iglesia del Prado) y una única torre, que sobrevivió a la demolición casi total de la iglesia en el siglo XX para alinear el trazo de la citada vía, siendo su actual fachada (que incluye otra réplica de la torre original) de estilo neocolonial.
En los años 1970 un catastro de la Universidad Nacional de Ingeniería reportó amenaza inminente de destrucción. El 28 de diciembre de 1972 fue declarado Monumento Histórico de Culto Religioso.

## Arquitectura y arte religioso
El templo y del convento actuales son obras realizadas en el siglo XIX. La fachada tiene dos torres gemelas de estilo neoclásico.
Su retablo mayor es de estilo rococó y fue hecho en el siglo XVIII. El Retablo de Santa Clara es neoclásico, fue tallado en el siglo XIX y comprende en su nicho principal la efigie de Santa Clara, originaria del XVIII. Por su parte, el Cristo de Burgos es una pieza del XVII con una capilla anexa al templo.

## Galería

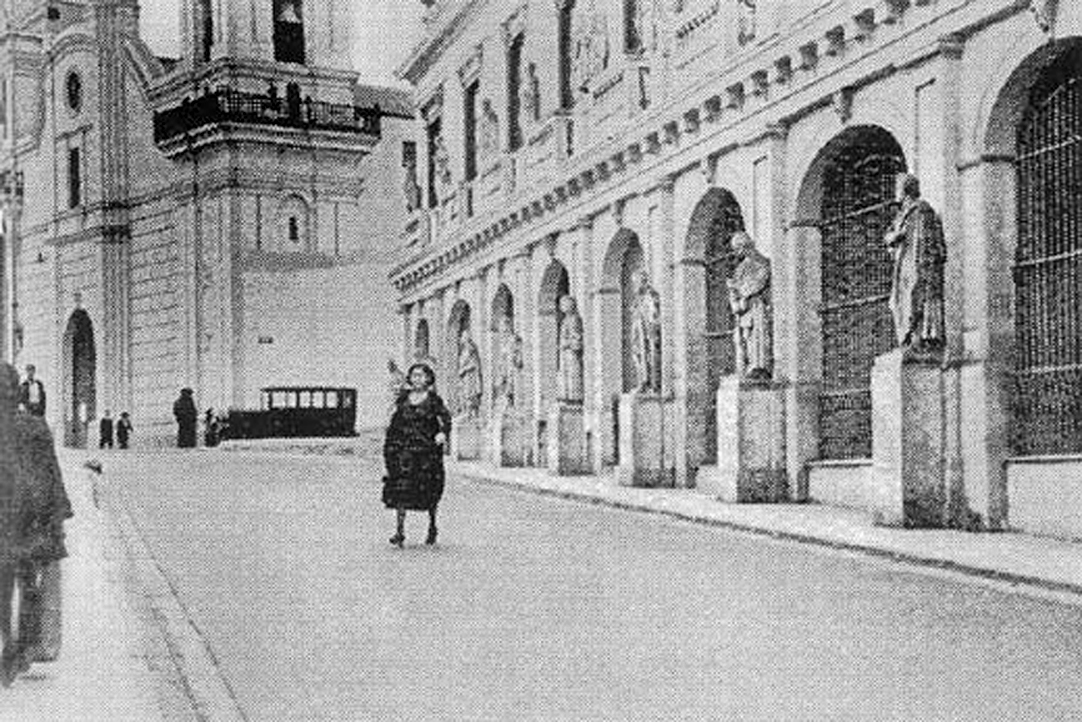
A principios del siglo XX
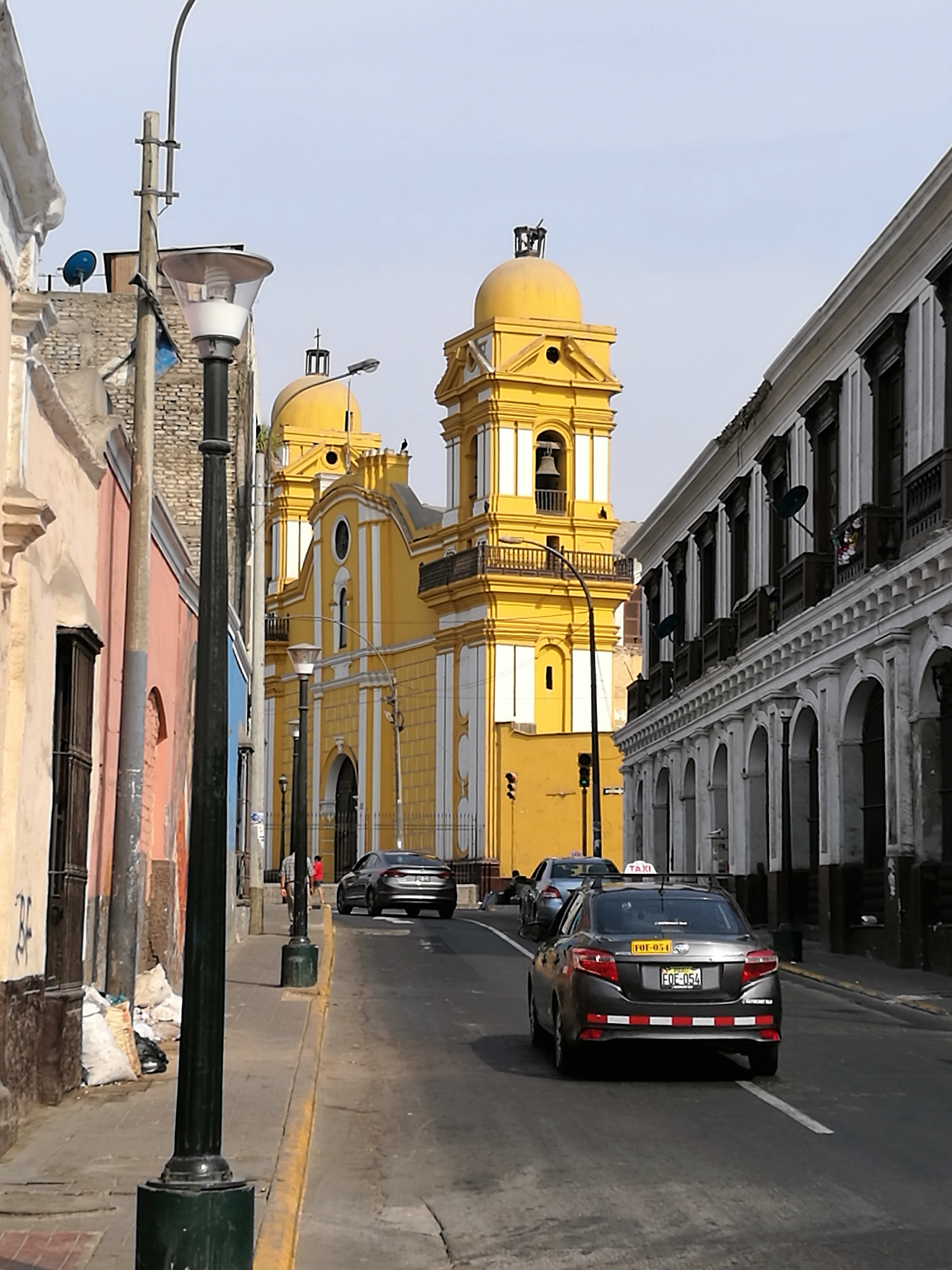
Desde el jirón Ancash
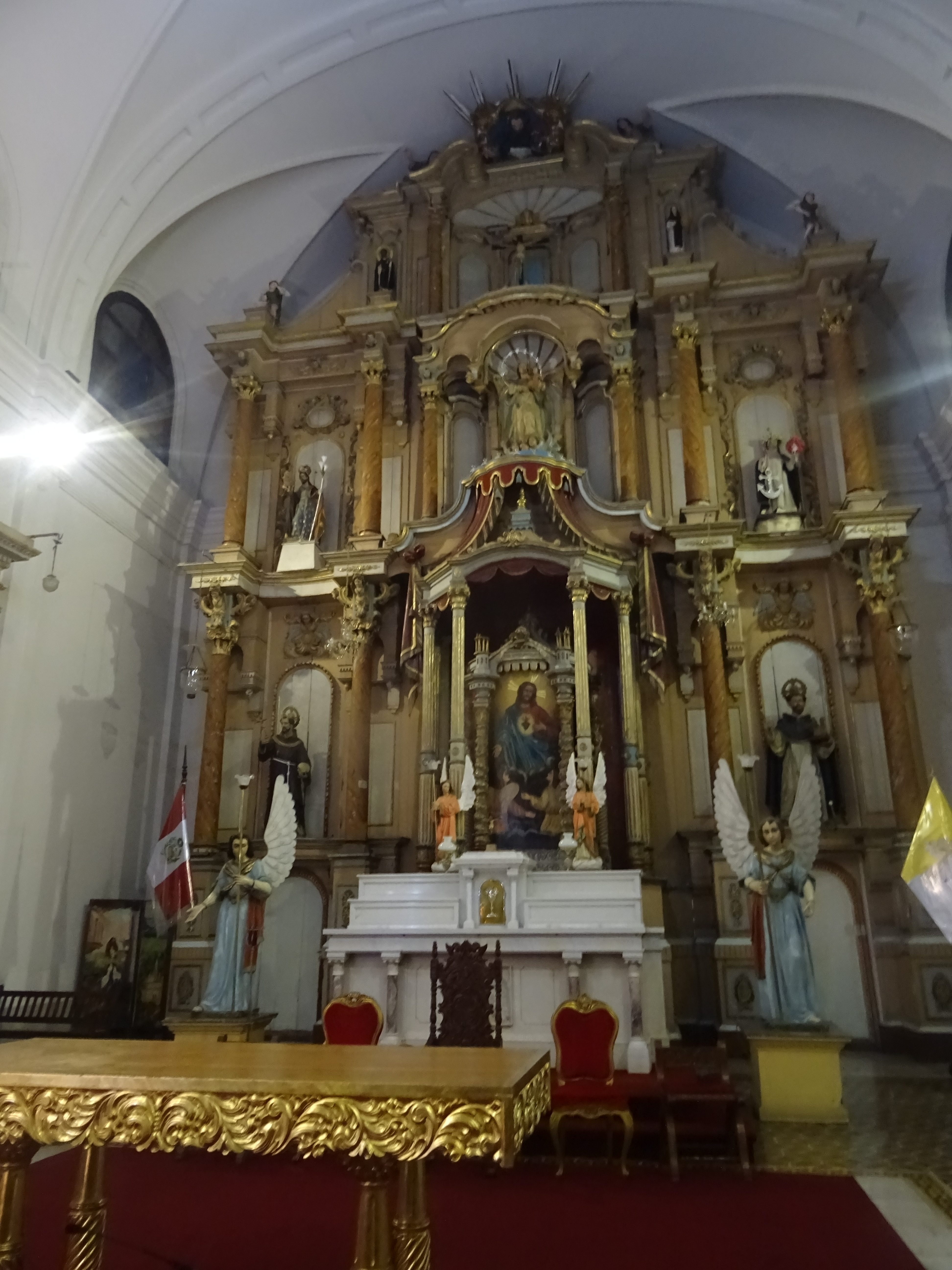
Retablo mayor